# スコット郡 (テネシー州)
スコット郡（英: Scott County）は、アメリカ合衆国テネシー州の北部に位置する郡である。2010年国勢調査での人口は22,228人であり、2000年の21,127人から5.2%増加した。郡庁所在地はハンツビル町（人口1,248人）であり、同郡で人口最大の町はオナイダ町（人口3,752人）である。スコット郡は1849年にアンダーソン郡、キャンベル郡、フェントレス郡、モーガン郡のそれぞれ一部を合わせて設立された。郡名はウィンフィールド・スコット将軍に因んで名付けられた。南北戦争中にアメリカ連合国から脱退し、「スコット自由独立州」を結成したことで知られている。

## 歴史
スコット郡は、1849年にアンダーソン郡、キャンベル郡、フェントレス郡、モーガン郡のそれぞれ一部を合わせて設立された。郡名は米墨戦争の英雄であるアメリカ陸軍のウィンフィールド・スコット将軍に因んで名付けられた。

### 脱退
南北戦争中、スコット郡は強力な北部支持派であり、住民投票では合衆国からの脱退に反対した。テネシー州全体では他のどの郡よりも反対の率が高かった。このような感情のもとに、1861年6月4日、テネシー州選出アメリカ合衆国上院議員アンドリュー・ジョンソンによるハンツビルでの演説が生まれた。1861年、郡政委員会は公式にテネシー州からの脱退決議（従ってアメリカ連合国から脱退）を採択し、反奴隷制度の北部寄り飛び地として「スコット自由独立州」、短縮して「スコット州」を結成した。
この州設立宣言は、100年以上経った1986年に、スコット郡によって撤廃された。

## 地理
アメリカ合衆国国勢調査局に拠れば、郡域全面積は533平方マイル (1,381 km2)であり、このうち陸地532平方マイル (1,378 km2)、水域は1平方マイル (2.6 km2)で水域率は0.21%である。
スコット郡はカンバーランド高原に属し、ビッグサウスフォーク国立河川レクリエーション地域の大半が含まれている。

### 隣接する郡
- マクリアリィ郡 (ケンタッキー州) - 北
- キャンベル郡 - 東
- アンダーソン郡 - 南東
- モーガン郡 - 南
- フェントレス郡 - 西
- ピケット郡 - 北西

### 国立保護地域
- ビッグサウスフォーク国立河川レクリエーション地域(部分）

## 人口動態

人口ピラミッド

以下は2000年の国勢調査による人口統計データである。
| 基礎データ - 人口: 21,127人 - 世帯数: 8,203 世帯 - 家族数: 6,012 家族 - 人口密度: 15人/km2（40人/mi2） - 住居数: 8,909軒 - 住居密度: 6軒/km2（17軒/mi2） 人種別人口構成 - 白人: 98.53% - アフリカン・アメリカン: 0.09% - ネイティブ・アメリカン: 0.25% - アジア人: 0.12% - その他の人種: 0.10% - 混血: 0.91% - ヒスパニック・ラテン系: 0.57% | 年齢別人口構成 - 18歳未満: 26.1% - 18-24歳: 10.3% - 25-44歳: 28.7% - 45-64歳: 23.6% - 65歳以上: 11.3% - 年齢の中央値: 35歳 - 性比（女性100人あたり男性の人口） - 総人口: 97.4 - 18歳以上: 94.0 世帯と家族（対世帯数） - 18歳未満の子供がいる: 35.7% - 結婚・同居している夫婦: 57.2% - 未婚・離婚・死別女性が世帯主: 11.8% - 非家族世帯: 26.7% - 単身世帯: 24.3% - 65歳以上の老人1人暮らし: 9.5% - 平均構成人数 - 世帯: 2.55人 - 家族: 3.02人 | 収入と家計 - 収入の中央値 - 世帯: 24,093米ドル - 家族: 28,595米ドル - 性別 - 男性: 24,721米ドル - 女性: 19,451米ドル - 人口1人あたり収入: 12,927米ドル - 貧困線以下 - 対人口: 20.2% - 対家族数: 17.6% - 18歳未満: 24.1% - 65歳以上: 17.1% |

## 都市と町

### 都市
- ハンツビル - 郡庁所在地
- オナイダ
- ウィンフィールド
- ウィノナ

### 未編入の町
| - フェアビュー - グレンマリー - ヘレンウッド | - アイシャム - ノーマ - ロビンス | - ラグビー - スモーキージャンクション - ペイントロック |

## 教育
郡内の公共教育は2つの教育学区が管轄している。
- スコット郡教育学区[11]は、小学校5校、中学校1校、高校1校がある
- オナイダ特別教育学区[12]は、小学校、中学校、高校各1校がある

私立学校としては、ランドマーク・クリスチャン学校がある。

## 公衆安全
郡の公衆安全のためにスコット郡保安官部、オナイダとウィンフィールドの警察署、24時間の救急サービス駐屯所2か所、自警救急団、9つの消防団詰め所が郡内に置かれている。

## メディア
郡内の新聞は「ジ・インデペンデント・ヘラルド」がある。ラジオはFM局1局があり、テレビは2つの局が放送を流している。